# NGC 7763
NGC 7763 (другие обозначения — PGC 72565, NPM1G -16.0627) — галактика в созвездии Водолей.
Этот объект входит в число перечисленных в оригинальной редакции «Нового общего каталога».